# T49
A T49 második világháborús amerikai kísérleti könnyű páncélvadász volt. A harcjármű fejlesztését 1942 tavaszán kezdték el, a cél egy gyors mozgású és könnyű páncélvadász kifejlesztése volt. A kis tömegre azért volt szükség, hogy a járműveket - az M4 Shermanokhoz hasonlóan – hajók segítségével, nagy mennyiségben tudják átszállítani az európai frontra. A tesztelések kimutatták, hogy a kezdetekben tervezett 57 mm-es ágyú nem biztosít megfelelő tűzerőt, ezért azt 75 mm-es ágyúkra cserélték. Az új jármű így 1942 végére át is esett a vizsgákon, ám sorozatgyártására nem került sor. A hadsereg végül az M18 Hellcat-et választotta.